# Littos
Le Littos est un ruisseau  qui traverse le département des Pyrénées-Atlantiques et un affluent du Vert dans le bassin versant de l'Adour.

## Hydronymie
L'hydronyme Littos apparaît sous les formes 
l'ariu de Lixaut (1443, contrats de Carresse), 
l'aigue aperade Lytoos et Littos (respectivement 1589 et 1675, réformation de Béarn) et 
Litos (1863, Dictionnaire topographique Béarn-Pays basque).

## Géographie
D'une longueur de 13,1 kilomètres, il prend sa source sur la commune d'Aramits (Pyrénées-Atlantiques), à 400 m à l'est du sommet de Souek (623 m), à l'altitude 498 mètres, près du lieu-dit fontaine Bugalaran.
Il coule du sud-ouest vers le nord-ouest et se jette dans le Vert à Esquiule, près du lieu-dit Patolis à l'altitude 206 mètres.

### Communes et cantons traversés
Dans le seul département des Pyrénées-Atlantiques, le Littos traverse quatre communes et deux cantons :
- dans le sens amont vers aval : Aramits (source), Féas, Oloron-Sainte-Marie, Esquiule (confluence).

Soit en termes de cantons, le Littos prend source dans le canton d'Aramits et conflue dans le canton d'Oloron-Sainte-Marie-Ouest.

## Affluents
Le Littos a un affluent référencé :
- le ruisseau Gorria (rg) 3,6 km sur la seule commune de Esquiule.

Géoportail référence  un autre affluent :
- le ruisseau Coudéus (rd) sur les deux communes d'Oloron-Sainte-Marie et Esquiule.